# Опыт Торричелли

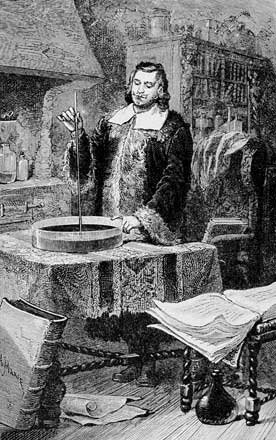
Евангелиста Торричелли

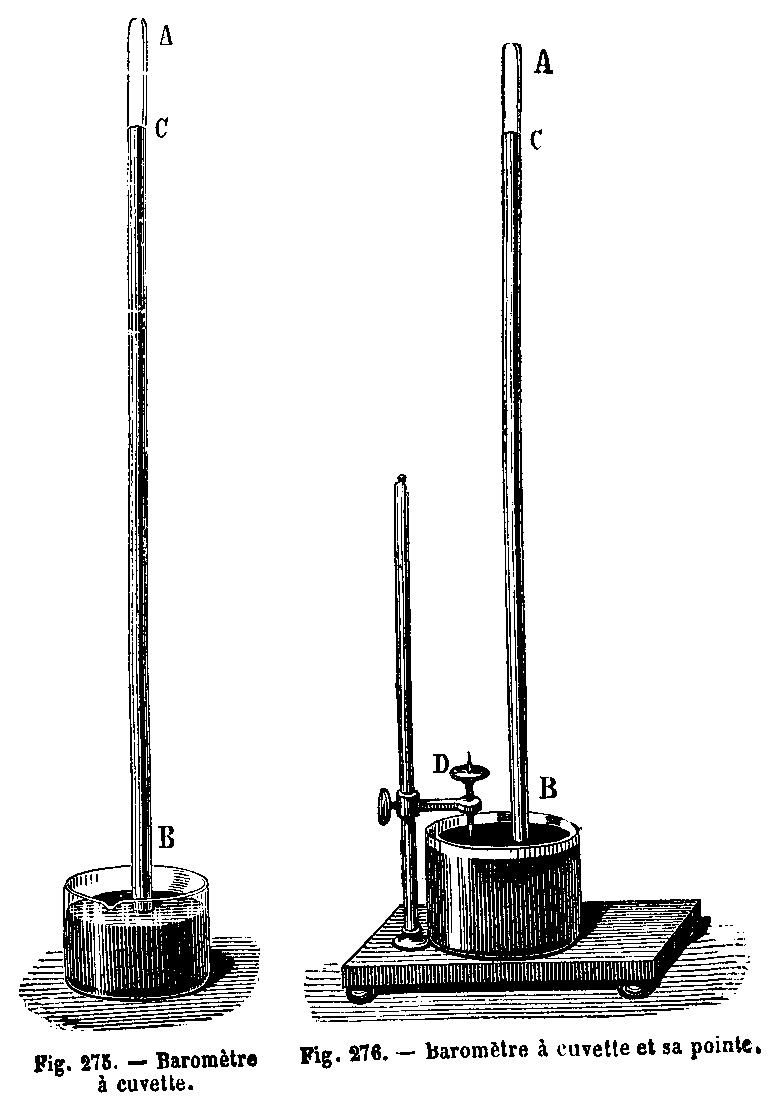
Торричелли изобрёл ртутный барометр, записанный в книгах Камиля Фламмариона (1923 год)

Опыт Торричелли был придуман в Пизе в 1643 году итальянским учёным Эванджелистой Торричелли (1608—1647). Его целью было доказательство существования атмосферного давления. Опыт заключался в построении первого в истории ртутного барометра.
В популярную культуру опыт вошёл в связи с побочным эффектом — созданием вакуума. Этот вакуум получил название «торричеллиева пустота».

## Контекст
На протяжении большей части истории человечества давление таких газов, как воздух, игнорировалось, отрицалось или принималось как должное, но ещё в 6 веке до нашей эры греческий философ Анаксимен Милетский утверждал, что все вещи состоят из воздуха, который просто изменяется под воздействием различных факторов, таких как давление. Он мог наблюдать, как вода испаряется, превращаясь в газ, и полагал, что это применимо даже к твёрдому веществу. Более сконденсированный воздух делал более холодными и тяжёлыми объекты, а расширенный воздух делал более лёгкими и горячими объекты. Это было похоже на то, как газы действительно становятся менее плотными в тепле, и более плотными на холоде.
Аристотель утверждал в некоторых трудах, что «природа не терпит пустоты», а также что воздух не имеет массы/веса. Популярность этого философа закрепила эту точку зрения в Европе на протяжении двух тысяч лет. Даже Галилей принял его идею, полагая, что притяжение вакуума создаёт поток жидкости через сифон, и притяжение преодолевается, если сифон достаточно высок.
Во Флоренции местный герцог приказал построить всасывающий насос для своих садов, но так как вода должна была подаваться на высоту более 10 метров, но по мере преодоления этой высоты поршень не смог утянуть за собой водяной столб и между ним и водой образовывалось пустое пространство. С этой проблемой мастер пришёл к Галилею, он ответил, что природа действительно не любит пустоты.
В 1643 году Торричелли и Вивиани — ученики Галилея — провели опыты с ртутью, которые позволили им обнаружить присутствие воздуха. Торричелли погружал закрытую с одного конца стеклянную трубку в сосуд с ртутью и поднимал из неё закрытый конец, оставляя открытый конец погружённым в металл. Вес ртути будет тянуть столб жидкости вниз, оставляя частичный вакуум на приподнятом конце трубки. Это подтвердило его веру в то, что воздух/газ имеет массу, создавая давление на окружающие предметы. Открытие помогло Торричелли написать в письме в 1644 году вывод:
Мы живём на дне воздушного океана, и опыты с несомненностью доказывают, что воздух имеет вес.
Это устройство было по существу первым задокументированным барометром. Для доказательства существования пустого пространства между запаянным концом трубки и поверхностью столба ртути, в чашку наливалась вода и, когда трубку поднимали над поверхностью ртути в чашке, ртуть из трубки выливалась и заполнялась водой полностью.
Блез Паскаль пошёл ещё дальше, поручив в 1648 году своему зятю Перье провести эксперимент на разных высотах в горах и действительно обнаружив, что чем глубже находиться в атмосферном океане, тем выше давление, что окончательно опровергло веру в то, что природа боится пустоты.

## Процедура
В опыте используется простой заполненный ртутью до 75 % трубки барометр для измерения давления воздуха. Пузырьки воздуха в пробирке необходимо удалить путём переворачивания несколько раз. После этого ещё раз наливается чистая ртуть до полного заполнения трубки. Затем барометр кладут перевернутым на чашку с ртутью. Это заставляет ртуть в трубке падать вниз до тех пор, пока разница между уровнем ртути на поверхности и в трубке не составит около 760 мм. Даже когда пробирку встряхивают или наклоняют, разница между поверхностью и уровнем в трубке не изменяется из-за влияния атмосферного давления.

## Заключение
Торричелли пришёл к выводу, что ртутной жидкости в трубке способствует атмосферное давление, которое присутствует на поверхности ртутной жидкости на тарелке. Он также заявил, что изменения уровня жидкости изо дня в день вызваны изменением атмосферного давления. Пустое пространство в трубке называется «торричелловской пустотой».
- 760 мм рт. ст. = 1 атм.[16]
- 1 атм = 1 013 мбар или гПа
- 1 мбар или гПа = 0,7502467 мм рт. ст.